# Communauté de communes Beaujolais Pierres Dorées
La communauté de communes Beaujolais Pierres Dorées est une communauté de communes française, située dans le département du Rhône en région Auvergne-Rhône-Alpes.

## Historique
Par l'arrêté préfectoral du 29 avril 2013, la communauté est créée le 1er janvier 2014 par la fusion entre les communautés de communes Beaujolais-Saône-Pierres-Dorées (sauf Liergues qui rejoint la CAVBS), Mont d'Or Azergues (sauf Quincieux qui rejoint la communauté urbaine de Lyon en juin 2014), des Pays du Bois d'Oingt (sauf Jarnioux et Ville-sur-Jarnioux qui rejoignent la CAVBS) et Beaujolais Val d'Azergues. Elle prend le nom de communauté de communes Beaujolais Pierres Dorées par arrêté le 7 octobre 2013.
Le 1er janvier 2017, Le Bois-d'Oingt, Oingt et Saint-Laurent-d'Oingt fusionnent pour former la commune nouvelle de Val d'Oingt tandis que Pouilly-le-Monial fusionne avec Liergues pour former la commune nouvelle de Porte des Pierres Dorées réduisant l'intercommunalité de 34 à 32 communes. Cette dernière étant composée de deux communes déléguées précédemment adhérentes à deux intercommunalités différentes (Liergues appartenait à la communauté d'agglomération Villefranche-Beaujolais-Saône), le conseil municipal de la commune nouvelle décide de rejoindre la communauté de communes Beaujolais Pierres Dorées.
Le 1er janvier 2019, l'intercommunalité intégrera le territoire de Jarnioux, à la suite de la fusion de celle-ci avec la commune nouvelle de Porte des Pierres Dorées.

## Territoire
La communauté de communes est composée des 32 communes suivantes :

| Nom                      | Code Insee | Gentilé        | Superficie (km2) | Population (dernière pop. légale) | Densité (hab./km2) |
| ------------------------ | ---------- | -------------- | ---------------- | --------------------------------- | ------------------ |
| Anse (siège)             | 69009      | Ansois         | 15,23            | 8 139 (2022)                      | 534                |
| Alix                     | 69004      | Alixois        | 3,61             | 772 (2022)                        | 214                |
| Ambérieux                | 69005      | Ambarrois      | 4,55             | 629 (2022)                        | 138                |
| Bagnols                  | 69017      | Bagnolais      | 7,35             | 758 (2022)                        | 103                |
| Belmont-d'Azergues       | 69020      | Belmontois     | 1,51             | 717 (2022)                        | 475                |
| Le Breuil                | 69026      | Breugliens     | 5,63             | 528 (2022)                        | 94                 |
| Chamelet                 | 69039      | Chamelois      | 14,43            | 703 (2022)                        | 49                 |
| Charnay                  | 69047      | Charnaysiens   | 7,06             | 1 031 (2022)                      | 146                |
| Chasselay                | 69049      | Chasselois     | 12,78            | 2 901 (2022)                      | 227                |
| Châtillon                | 69050      | Châtillonnais  | 10,71            | 2 184 (2022)                      | 204                |
| Chazay-d'Azergues        | 69052      | Chazéens       | 5,94             | 4 270 (2022)                      | 719                |
| Les Chères               | 69055      | Chérois        | 5,46             | 1 504 (2022)                      | 275                |
| Chessy                   | 69056      | Cassiassiens   | 4,55             | 2 058 (2022)                      | 452                |
| Civrieux-d'Azergues      | 69059      | Sévériens      | 5,02             | 1 633 (2022)                      | 325                |
| Frontenas                | 69090      | Frontenassiens | 3,42             | 905 (2022)                        | 265                |
| Lachassagne              | 69106      | Arlequins      | 3,53             | 1 334 (2022)                      | 378                |
| Légny                    | 69111      | Elginois       | 3,97             | 699 (2022)                        | 176                |
| Létra                    | 69113      | Letrasiens     | 14,64            | 907 (2022)                        | 62                 |
| Lozanne                  | 69121      | Lozannais      | 5,5              | 3 182 (2022)                      | 579                |
| Lucenay                  | 69122      | Lucenois       | 6,27             | 2 068 (2022)                      | 330                |
| Marcilly-d'Azergues      | 69125      | Marcillois     | 4,18             | 1 004 (2022)                      | 240                |
| Marcy                    | 69126      | Marcillansois  | 3,33             | 879 (2022)                        | 264                |
| Moiré                    | 69134      | Moiréens       | 2,03             | 243 (2022)                        | 120                |
| Morancé                  | 69140      | Morancéens     | 9,25             | 2 267 (2022)                      | 245                |
| Pommiers                 | 69156      | Gnocs          | 7,76             | 2 629 (2022)                      | 339                |
| Porte des Pierres Dorées | 69114      | Doréens        | 13,33            | 4 079 (2022)                      | 306                |
| Saint-Jean-des-Vignes    | 69212      |                | 2,57             | 472 (2022)                        | 184                |
| Saint-Vérand             | 69239      | Véranais       | 17,58            | 1 147 (2022)                      | 65                 |
| Sainte-Paule             | 69230      | Saint-Pauliens | 7,5              | 330 (2022)                        | 44                 |
| Ternand                  | 69245      | Ternandais     | 10,75            | 747 (2022)                        | 69                 |
| Theizé                   | 69246      | Theizerots     | 11,89            | 1 293 (2022)                      | 109                |
| Val d'Oingt              | 69024      |                | 18,1             | 4 143 (2022)                      | 229                |

## Administration

### Liste des présidents
| Période | Période  | Identité       | Étiquette         | Qualité                |
| ------- | -------- | -------------- | ----------------- | ---------------------- |
| 2014    | 2020     | Daniel Paccoud | DVD               | Maire de Pommiers      |
| 2020    | En cours | Daniel Pomeret | Mouvement radical | Maire d'Anse (1995 → ) |

## Démographie
| 1968   | 1975   | 1982   | 1990   | 1999   | 2010   | 2015   | 2021   |
| ------ | ------ | ------ | ------ | ------ | ------ | ------ | ------ |
| 22 402 | 26 415 | 31 367 | 35 869 | 41 486 | 48 192 | 51 335 | 55 120 |